# Віллем Фредерік Германс
Віллем Фредерік Германс (нід. Willem Frederik Hermans; *1 вересня 1921, Амстердам, Нідерланди — 27 квітня 1995, Утрехт) — нідерландський прозаїк і філософ, один з визначних письменників нідерландської літератури ХХ століття, у його доробку — романи, есеї, філософські та наукові праці. Лауреат Нідерландської літературної премії (1977).
Разом з Гаррі Мулішем і Герардом Реве В. Ф. Германса критики відносять до так званої «великої трійки» повоєнної нідерландської літератури. 

## З життя і творчості
Художній стиль Віллема Фредеріка Германса дуже похмурий і схильний до екзистенціалізму, письмо прозаїка вирізняє схильність до незвично коротких, як для нідерландської літератури, речень. На письменника великий вплив мали Друга світова війна і німецька окупація Нідерландів з 1940 до 1945 року — дія романів «Сльози акацій» і «Темна кімната Дамокла» відбувається саме під час війни. Навіть оптимістичніші твори («Між професорами» і «Нянька») відрізняються дивним, екзистенціальним стилем.
У 1958 році Германс був призначений доцентом фізичної географії в Університеті Гронінгена. У пізнішому романі «Між професорами» (1975) він дав гіркий і сатиричний опис університетського життя в Гронінгені. Безкомпромісність висловлювань автора, підкріплені чіткою аргументацією, додали письменнику не любові колег, а радше він нажив неприятелів.
Відтак 1973 року В. Ф. Германс пішов у відставку і оселився в Парижі, щоб присвятити весь свій час літературній діяльності.
У 1977 році письменнику було присуджено найвищу в Нідерландах щорічну літературну премію.
Проза Германса має переважно реалістичний характер, в деяких текстах (пізнього періоду) настирлива точність і смертельна серйозність набувають гротескного звучання. У 1980-х роках щораз помітнішим стає метафоричний характер відображуваного світу, зате менш наочною стає алегоричність персонажів.   

## Цікавий факт
Свій твір «Між професорами» (1975), у якому описується з гумором, подеколи з сарказмом університетське життя в Гронінгені, Віллем Фредерік Германс написав повністю на порожніх сторонах університетських аркушів паперу, щоб, за словами головного героя твору, «зробити щось корисне з коштовним папером, який зазвичай зникає у сміттєвих контейнерах, засмічуючи навколишнє середовище». Прикметно, що після надрукування роману університет зобов'язав своїх співробітників використовувати обидві сторони аркушів.